# Vargatz
Vargatz ist ein Ortsteil der Gemeinde Bandelin im Landkreis Vorpommern-Greifswald.

Vargatz – Gut und Dorf 1880

## Geographie
Vargatz liegt zwei Kilometer östlich von Bandelin und zwei Kilometer nördlich von Gützkow. Die Bundesautobahn 20 verläuft westlich und ist über die Anschlussstelle Gützkow erreichbar. Südlich verläuft die Bundesstraße 111 und westlich die L 35 (ehemalige B 96). Vargatz liegt auf einer Hochfläche von 24 Meter über NHN, die vom gleichnamigen Vargatzer Bach und dem östlich gelegenen Dargeziner Bach begrenzt wird. Die höchste Erhebung ist der Mühlenberg mit 27 Meter über NHN.

## Geschichte

Gutshaus Vargatz ohne Anbauten vor 1910

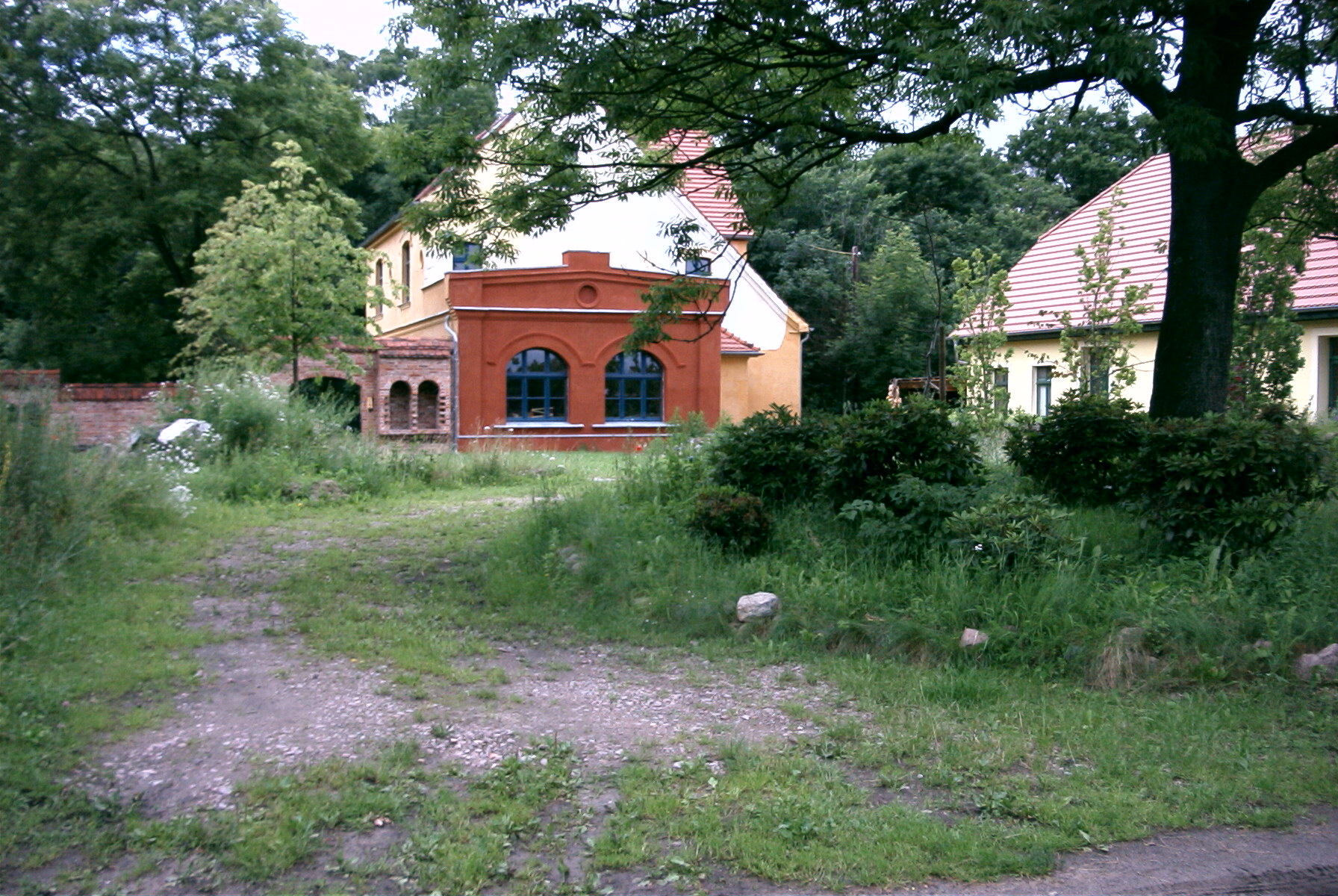
Restaurierter rechter Gutshausanbau 2004

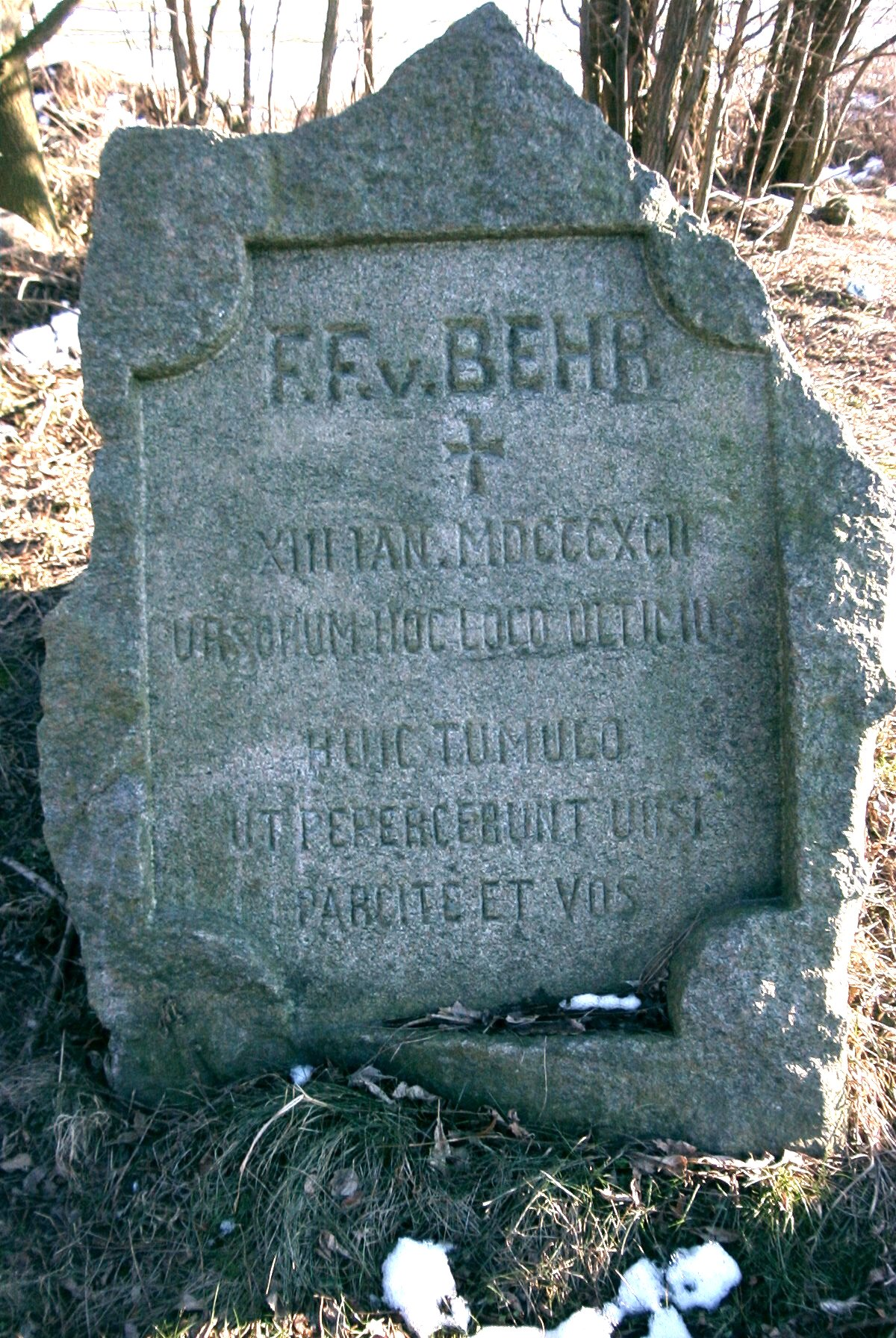
Gedenkstein des letzten Behr auf Vargatz

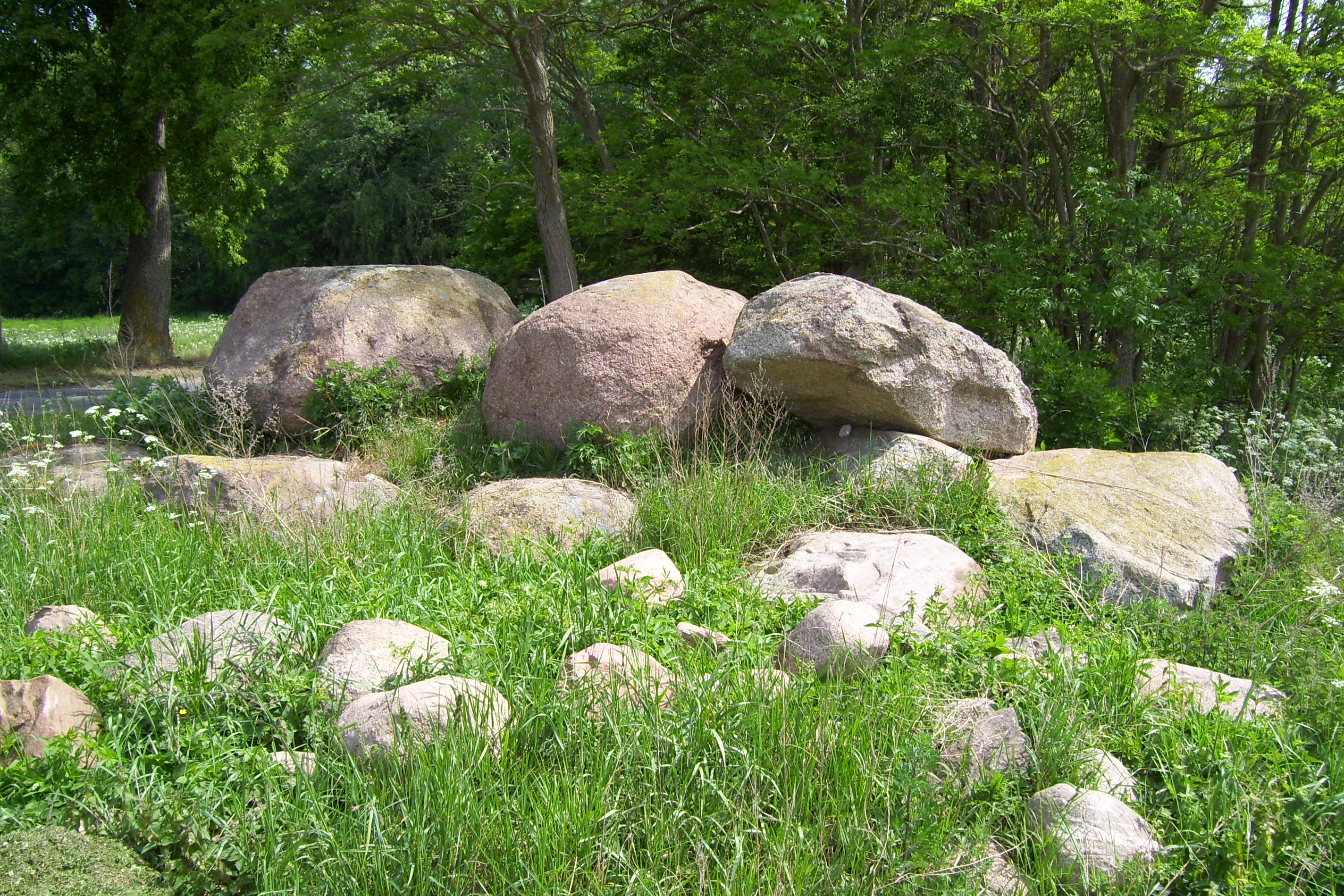
Großsteingrab bei Vargatz

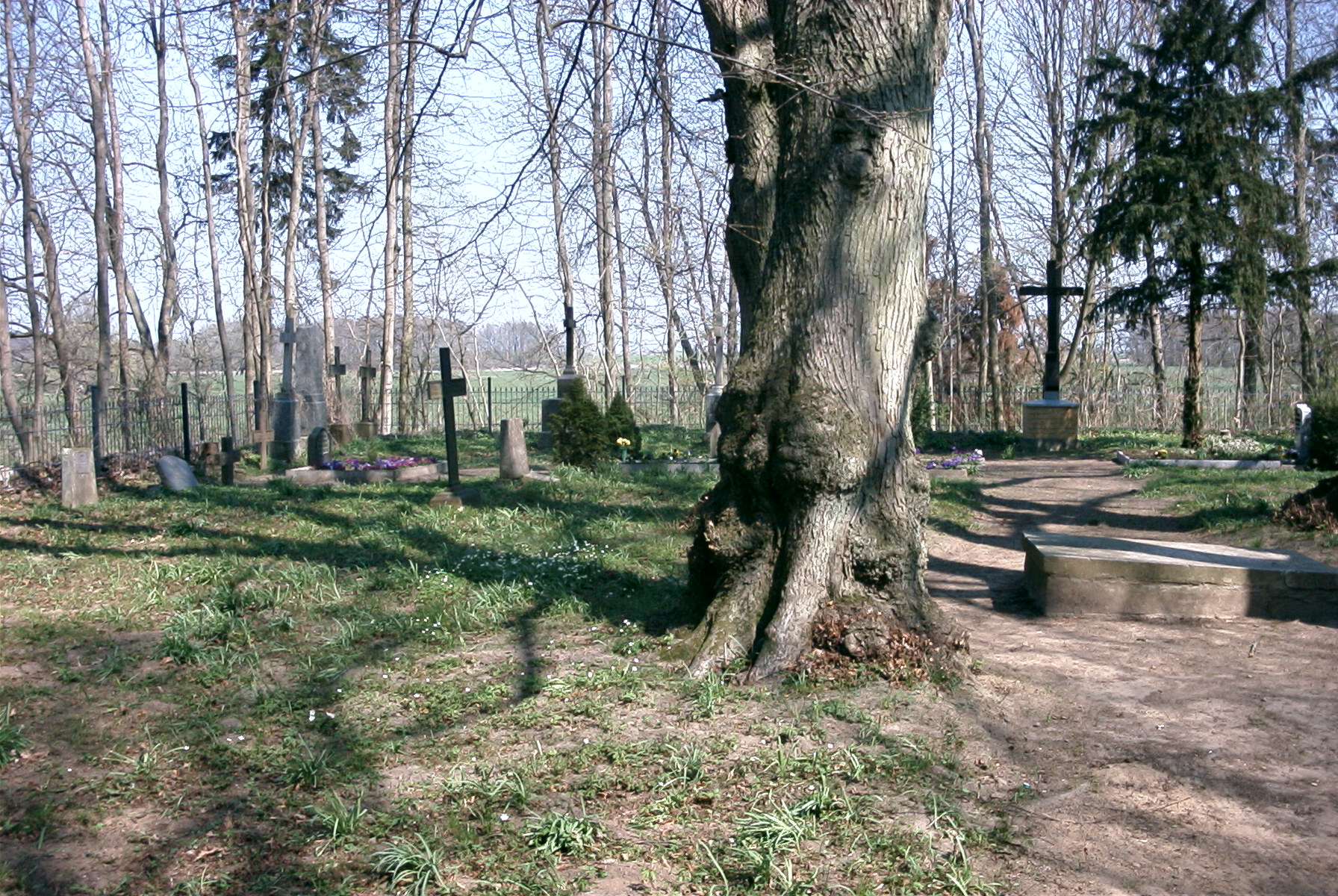
Friedhof Vargatz – vorne rechts Grablege F.G. v. Behr, hinten links Fam. Behr und Bedienstete

Vargatz hat eine lange Besiedlungsgeschichte. Südlich von Vargatz liegt das Fundgebiet mit dem Großsteingrab aus dem Neolithikum (5500 bis 1800 vdZ). Streufunde aus der gleichen Zeit, wie ein seltener Feuersteindolch – 1954 von einem Bauern gefunden, ein Feuersteinbeilchen und eine Feuersteinpfeilspitze runden dieses Siedlungsgebiet ab. Die vorrömische Eisenzeit (600 vdZ bis 0) der Germanen ist mit einem Siedlungsgebiet in Richtung Gützkow vertreten. Dort in der gleichen Umgebung südlich der Ortslage ist dann das große Siedlungsgebiet der Slawenzeit archäologisch nachgewiesen. Auch weiter nördlich liegt noch ein gleichzeitiges Siedlungsgebiet.
Für die frühdeutsche Zeit ab 1230 gibt es nur einen Verdacht, das ist die Turmhügelburg (Wasserburg) im Teich des Parkes.
Die erste urkundliche Erwähnung des Namens von Vargatz ist in der Form von „vergatze“ aus dem Jahr 1342 überliefert.
Die Schreibung des slawischen Namens von Vargatz findet man auch in der Form von „Vergatz“, „Vargitz“ und „Vargatcz“. Im Slawischen scheint er aus zwei Wörtern zu bestehen: „warju“ – verbrennen, und „gatschu“ – einen Weg von Faschinen über einen Morast machen.
Die Ortschaft Vargatz wurde bei der deutschen Ostexpansion von den „Behren“ (Familie von Behr) in Besitz genommen. Die erste Beurkundung lag aus dem Jahr 1250 vor, der Besitzer wurde mit Theodoricus Behr benannt. 1275 wurde Vargatz in dem ersten bekannten Lehnbrief durch Herzog Barnim als einer der uralten Stammsitze der Behrs genannt, Schlagtow und Müssow die anderen. 1342 wurde urkundlich erwähnt: Lippold Behr, Ritter zu Gützkow, sowie sein Bruder Heinrich und sein Vetter Heinrich zu Vargatz verkaufen dem Greifswalder Bürger Heinrich Lange, Provisor des St.-Jürgen-Hospitals in Greifswald drei Katenstellen in Sanz.
Vargatz war ununterbrochen im Besitz der Behrs männlicher Abstammung bis 1892.
Hans Ludwig Heinrich von Behr (1789–1837) war mit Juliane Homeyer (1797–1847) verheiratet. Ihr Sohn Friedrich Carl Gustav Felix von Behr, Königlich Preußischer Kammerherr und Rechtsritter des St. Johanniter-Ordens, Mitglied dieser Kongregation bereits seit 1857, heiratete seine Cousine Marie Homeyer (1828–1920), die Tochter des Großkaufmanns und Geheimen Kommerzienrats Wilhelm Homeyer und der Wilhelmine von Schubert. Durch die Verbindung der Behrs mit den damals sehr reichen Homeyers, die Familie betrieb ein Handelshaus in Wolgast, kamen die Behrs zu großem Vermögen, mit dem die Güter Vargatz und Schmoldow ausgebaut und verbessert werden konnten. Mit Drains aus England wurden Drainagen (die ersten in Deutschland) angelegt, erstklassiges Zuchtvieh wurde importiert, die Merino-Stammherde aufgebaut. Damals wurden auch die schönen Alleen angelegt, das barocke Gutshaus in Vargatz wurde um 1850 ausgebaut und durch Anbauten vergrößert. Das Gärtnerhaus entstand neu, die Arbeiterhäuser wurden um 1850 rekonstruiert und mit Ziegeln eingedeckt, und der Friedhof bekam seine ordentliche Einfriedung.
1865 hatte Vargatz 97 Einwohner in 14 Familien. An Bauten bestanden: 7 Wohn- und 12 Wirtschaftsgebäude.
Friedrich Felix von Behr hatte mit seiner Frau neun Kinder. Die beiden Söhne und eine Tochter starben in jungen Jahren, eine Tochter blieb ledig, andere Töchter verzogen nach der Hochzeit. Die Tochter Anna von Behr (1865–1896) verheiratete sich mit dem späteren General der Kavallerie Friedrich von Rauch (1855–1935) und erhielt das zu Vargatz gehörende Gut Schmoldow, die Tochter Julie von Behr (1848–1918) heiratete General Oscar von Nolte (1835–1913) und blieb in Vargatz. Zu diesem Besitz der Vargatzer Behren gehörte auch das Gut Pinnow. Der letzte von Behr hatte beide Güter, Vargatz und Schmoldow, selbst bewirtschaftet. Nach seinem Tod 1892 und der Erbteilung unter seinen Töchtern (verheiratet mit Oscar von Nolte und Friedrich von Rauch) wurde Vargatz verpachtet. Die Pächter waren Ruge, Hohmann, Ulrich und ab 1927 bis 1945 Fritz Beese. Das Rittergut Vargatz des Friedrich (Fritz) von Nolte (1873–1959) mit damaligen Hauptwohnsitz Stettin umfasste 1939 etwa 258 ha. Fritz von Nolte, Hauptmann a. D. und Regierungsrat a. D. war verheiratet mit Gräfin Adelheid von Schimmelmann-Lindenborg-Ahrensburg und lebte nach 1945 in Holstein und starb im bayrischen Kleeberg.
Seit 1897 hatte Vargatz einen Anschluss an die Greifswald-Jarmener Kleinbahn (GJK) mit einem Haltepunkt.
1928 wurde Vargatz im Zuge der Auflösung der Gutsbezirke der Gemeinde Gützkow als Ortsteil zugeordnet. 1945 wurde Gut Vargatz der Familie von Nolte durch die Bodenreform aufgesiedelt und 10 Hektar große Neubauernstellen geschaffen. Dadurch entstanden auch hier bäuerlicher Höfe. Die ehemaligen Tagelöhnerkaten verschwanden in den folgenden Jahren.
Mit einem Bürgerentscheid der Vargatzer wurde der Ort 1949 als Ortsteil von der Gemeinde Gützkow an die Gemeinde Bandelin übergeben.
1959 schlossen sich dann die Bauern im Verlauf der LPG-Gründungen zur gemeinsamen Feldbewirtschaftung in einer LPG Typ I zusammen. Später erfolgte dann der weitere Zusammenschluss mit der LPG Bandelin und schließlich in den 1970er Jahren mit der LPG (P) und LPG (T) Gützkow.
Der barocke fachwerkerrichtete und massiv verfallene Teil des Gutshauses Vargatz konnte durch die neuen Besitzer leider nicht erhalten werden und wurde 1999 abgetragen, während der Westflügel sowie der Südanbau des Gebäudes erhalten bzw. wieder aufgebaut werden konnten. Ebenso wurde zwischen 2012 und 2021 das letzte erhaltene Wirtschaftsgebäudes des Gutes, einen historischen Stall mit Mansarddach, erhalten und rekonstruiert.
Auch das Gutsarbeiterhaus neben dem Gutshaus wurde ausgebaut und rekonstruiert. Der vorletzte große Stallspeicher wurde 2012 abgerissen.
Vargatz hatte am 31. Dezember 2014 72 Einwohner mit Hauptwohnung und 3 mit Nebenwohnung. Vargatz hatte im Folgejahr 80 Einwohner mit Hauptwohnung und 3 mit Nebenwohnung.

### Die Geschichte des Vargatzer Hünengrabes
Episode
Auf der Vargatzer Feldmark befindet sich an der Grenze nach Bandelin ein Hünengrab. Dieses Großsteingrab wurde durch die Besitzer von Behr auf Vargatz immer als Zeugnis aus alter Vergangenheit geschont. Nach dem Tode des letzten Behr auf Vargatz stellte der Schwiegersohn, General von Nolte, auf diesem Grab einen Stein auf, der folgende Inschrift trägt:
| F. F. v. Behr † XIII JAN. MDCCCXCII URSORUM HOC LOCO ULTIMUS HUIC TUMULO UT PEPERCERUNT URSI PARCITE ET VOS | Übersetzung | F. F. v. Behr † 13. Jan. 1892 An dieser Stelle der Behren Letzter Diesen Hügel, wie ihn geschont haben die Behren, so schonet auch Ihr ihn. |

Friedrich Felix von Behr, der letzte auf Vargatz, gestorben am 13. Januar 1892, war nicht an dieser Stelle beigesetzt, sondern auf dem Vargatzer Friedhof. Die Schrift sollte nur eine Mahnung sein, dass man diese alte neolithische Grabstätte auch weiterhin der Nachwelt erhalten möge.
Am 19. September 1954 veröffentlichte die Ostseezeitung, Kreisausgabe Greifswald, einen Artikel, in dem zur Zerstörung des Hünengrabes mit der Überschrift „Bandeliner, packt an!“ aufgerufen wurde, weil auf dem einen Findling dieses Grabes der Name eines F. F. v. Behr zu finden war. Wie wir aus der Inschrift des Steines ersehen haben, handelt es sich nur um eine Aufforderung, diese Stätte zu schonen. „Leider wurde angepackt!“ Es kamen einige Leute und zerstörten das alte Hünengrab. Sie waren durch den Zeitungsartikel der Ostsee-Zeitung zu dieser Untat verleitet worden.
Es schaltete sich aber die Ortsgruppe des Kulturbundes Bandelin ein. In Vorträgen wurden die Menschen, die auch über den Artikel und die Zerstörung empört waren, auf den Schutz alter Fundstellen hingewiesen. Ferner stellten sich Kulturbundfreunde zur Verfügung und richteten mit Hilfe einer Winde die großen Steine wieder auf.
Das weitere Schicksal
An einer Stelle am Landweg Gützkow-Bandelin stand ursprünglich das bekannte Vargatzer Hünengrab. Es wurde auf Antrag der LPG (P) Gützkow wegen der Flurbereinigung 1977 demontiert und 1980 durch die Uni Greifswald (Dr. Nilius) ausgegraben. Die Ergebnisse waren sehr widersprüchlich und wurden deshalb lt. Prof. Teerberger nicht veröffentlicht. Das Grab enthielt unter anderem auch neuzeitliche Artefakte, da es aber einmal 1954 (s. o.) abgerissen werden sollte und als Müllplatz diente, war das wohl nicht verwunderlich. Nach der Untersuchung wurden die Steine an die heutige Stelle ca. 500 Meter weiter nördlich verbracht und abgeladen. Nach Protesten der örtlichen Bodendenkmalpfleger wurde es dann 1985 an der Straße Bandelin-Vargatz wieder originalgetreu aufgebaut.

## Sehenswürdigkeiten
Siehe: Liste der Baudenkmale in Bandelin
- Gutspark Vargatz mit Teich und Insel (Turmhügel?), sehenswerter Friedhof mit alten Grabmalen, darunter sog. Kopfsteine (Armeleutegrabstein)
- Großsteingrab Vargatz, 1980 ausgegraben und danach 1985 an der Straße neu aufgerichtet